# Black Lives Matter Plaza

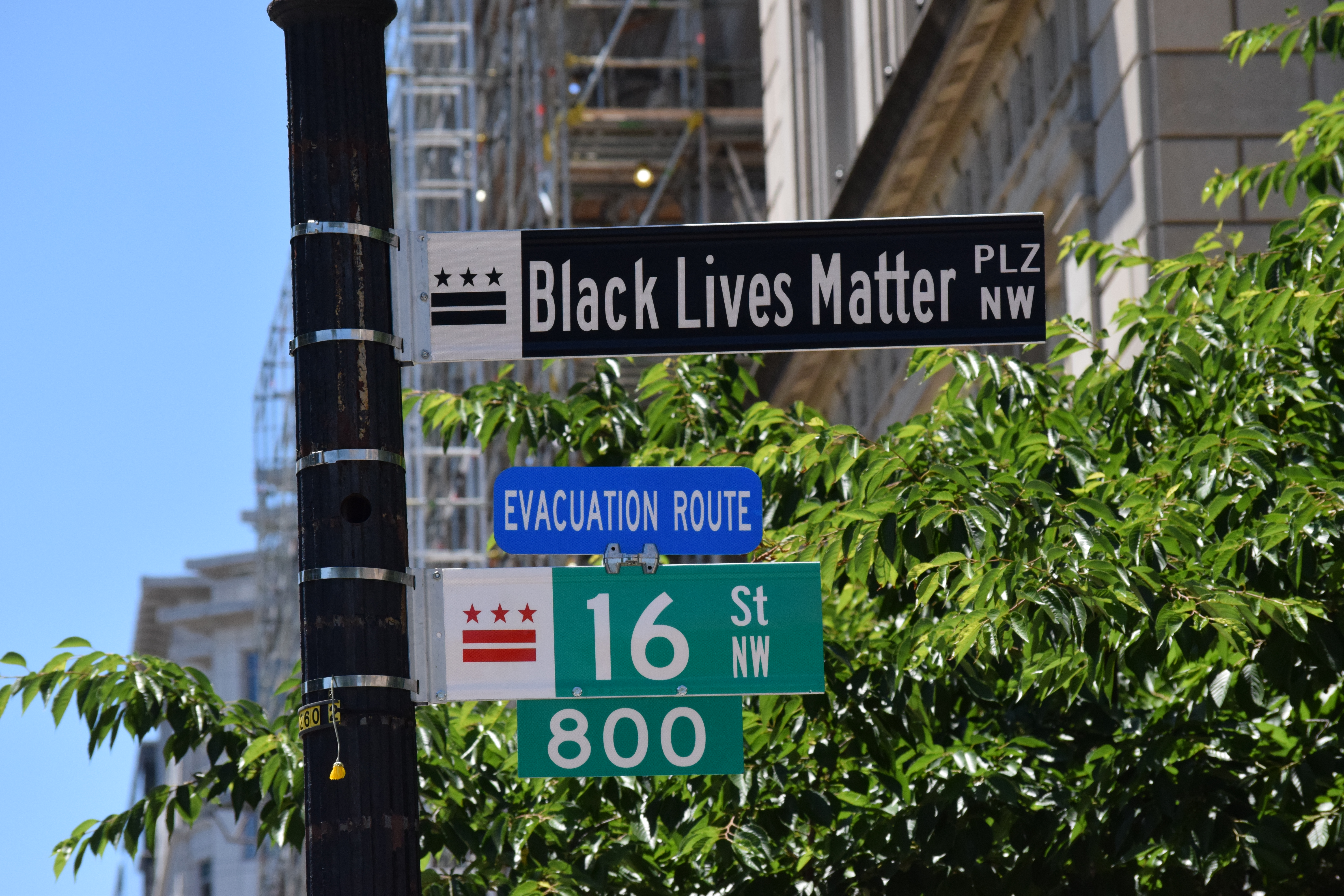
Straßenschild

Die Black Lives Matter Plaza ist ein Teil der 16th Street NW in Downtown Washington, D.C., der Hauptstadt der Vereinigten Staaten. Der Platz wurde von Bürgermeisterin Muriel Bowser am 5. Juni 2020 umbenannt, nachdem das „Department of Public Works“ die Wörter „Black Lives Matter“ in 11 Meter großen, gelben Buchstaben gemeinsam mit der Flagge des Districts of Columbia, der die US-Hauptstadt Washington beinhaltet, angebracht hatte.
Die Aktion geschah in Folge der George-Floyd-Proteste.
Aktivisten der Gruppierung „Black Lives Matter D.C.“ ersetzten am Abend des 6. Juni 2020 die Sterne der Flagge durch die Wörter „Defund the Police“ (dt. „Entzieht der Polizei ihre Finanzierung“). In den darauffolgenden Wochen wurden in mehreren Städten der Vereinigten Staaten ähnliche Monumente errichtet.
Am 10. März 2025 wurde der Schriftzug offenbar auf Druck der republikanischen Bundesregierung unter Donald Trump entfernt.